# شهرستان کاریمسکی
شهرستان کاریمسکی (به لاتین: Karymsky District) یک شهرستان در روسیه است که در سرزمین زابایکالسکی واقع شده‌است.